# Museo Amir Timur
Il Museo Amir Timur si trova a Tashkent, la capitale dell'Uzbekistan. È stato aperto nel 1996, ed è dedicato al signore mongolo della guerra Amir Timur (Tamerlano).

## Storia

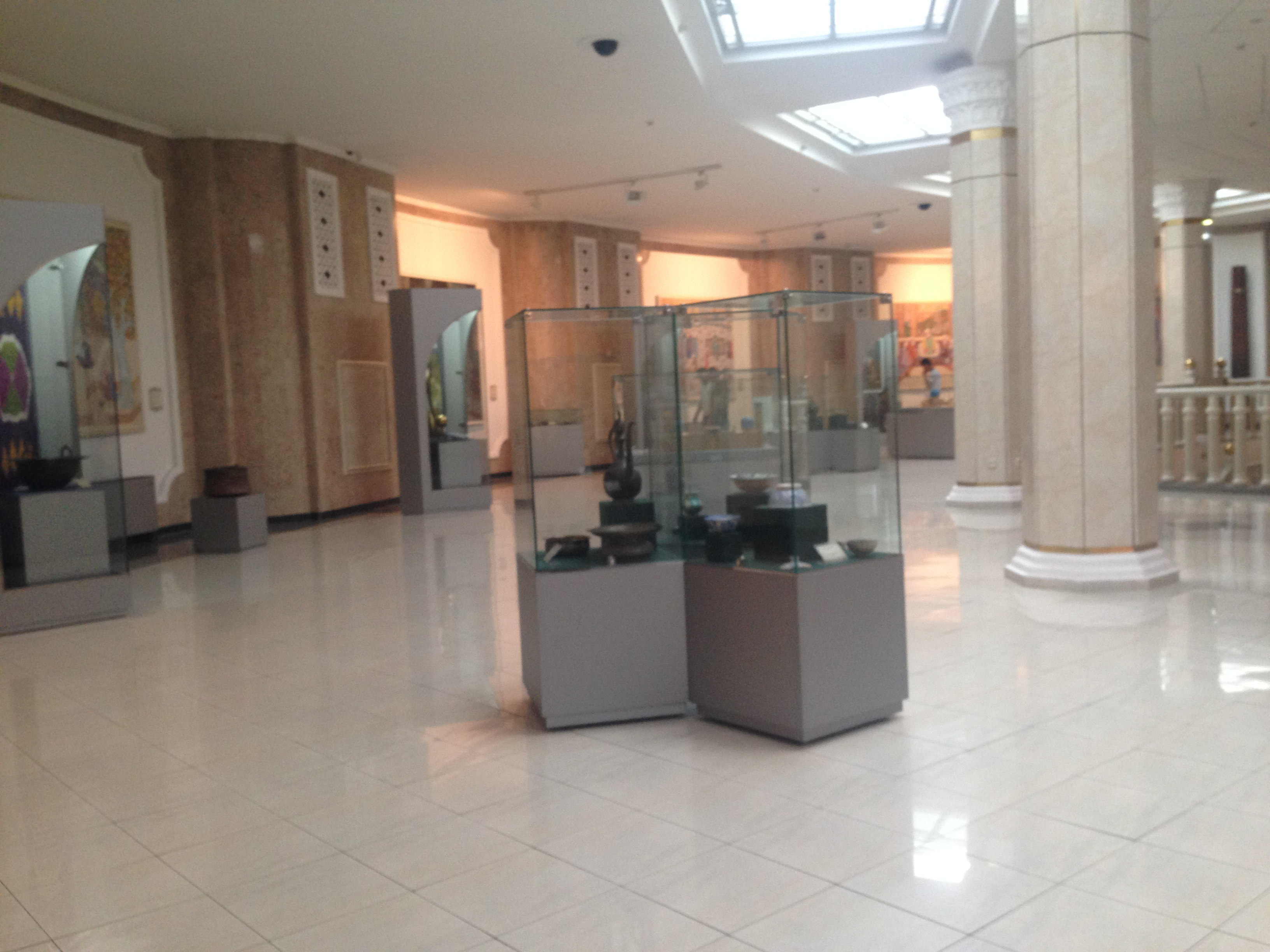

Dal momento che l'Uzbekistan è diventato indipendente nel 1991, grande attenzione è stata posta nel rilanciare il patrimonio spirituale e culturale della nazione, tra cui i personaggi storici che hanno avuto un ruolo importante nella civiltà mondiale. Fra questi vi era Tamerlano, il signore della guerra, politico e riformatore, patrono della scienza, l'istruzione, il commercio, la cultura e l'artigianato. Dopo aver stabilito un grande stato centralizzato, ha rafforzato la sua potenza e grandezza, e ha anche unito molte nazioni e persone. La regola di Amir Temur fu di promuovere la scienza, l'istruzione, la cultura, l'architettura, le belle arti, la musica e la poesia, ponendo le basi del Rinascimento Timuride.
Il presidente Islam Karimov ha incoraggiato celebrazione di Tamerlano, collegando i risultati del sovrano mongolo al proprio stile di presidente di governo. Karimov ha dichiarato l’Anno di Amir Temur,e il 660º anniversario è stato ampiamente celebrato in Uzbekistan. I 99 del Consiglio dei Ministri della Repubblica dell'Uzbekistan in data 14 marzo del 1996 ha permesso di costruire un Museo di Stato nel centro di Tashkent, con la storia dei Timuridi.
La cerimonia di apertura del museo si è tenuta il 18 ottobre 1996 alla presenza del popolo uzbeko e degli ospiti stranieri.

## L'edificio
La cupola blu del museo assomiglia a quella del mausoleo Gur-i Amir a Samarcanda. Anche se il museo è stato costruito secondo le tradizioni dell'architettura medievale, soddisfa tutte le esigenze moderne. Oggi ci sono più di 5000 reperti del fondo del museo. Oltre 2000 oggetti vengono visualizzati nelle sale espositive.

## L'esposizione
In particolare è possibile vede la genealogia di Amir Temur, la sua venuta al potere, le campagne militari di Sahibkiran, le relazioni diplomatiche e commerciali, di lavorazione, di miglioramento della città e del paesaggio, della scienza e dell'educazione allo sviluppo, e anche reperti relativi ai rappresentanti della dinastia Timuride (si tratta di mappe diverse, armi, monete di rame e argento, miniature, manoscritti rari, ceramiche, gioielli e così via). Tutti i modelli di costruzioni architettoniche nobili di Amir Temur e dei Timuridi sono esposti: Ak-Saray, il mausoleo Ahmad Yassavi, la moschea Bibi-Khanum, la madrasa e l'osservatorio, i mausolei Gur-i Amir e Taj Mahal di Ulughbek. La mostra inizia con il discorso del presidente Karimov di profondo rispetto verso la figura storica di Amir Temur, e anche la sala è arricchita con mostre.
Alla mostra «regali» sono presentati copie di apparizione di Amir Temur donati dal Museo del Louvre di Francia, alcuni campioni di corrispondenze di Amir Temur e della dinastia Timuride con i paesi vicini dall'ambasciata dell'Iran, e anche lì esposti regali dalle Ambasciate di Pakistan, Cina, Malesia, Kazakistan, Russia, Georgia, Turchia e altri.

## Le collaborazioni internazionali
Attraverso la partecipazione a mostre internazionali il museo ha promosso il suo patrimonio materiale e spirituale. In particolare, dei pezzi unici sono stati esposti in mostre internazionali come «Rinascimento Timuride» in Francia; «Expo-2000» al Hannover (Germania); «Colori vivaci: tessuti e ceramiche provenienti dall'Asia Centrale» al Powerhouse Museum di Sydney (Australia). Al museo sono state aperte le mostre in collaborazione come «manoscritti rari» con l'Ambasciata dell'India in Uzbekistan, «La pittura in miniatura di Amir Temur e dell'epoca Timuride» con l'Ambasciata dell'Iran, la mostra «lontano e vicino Oman» con il Dipartimento Nazionale di Documentazione e Archivio del Sultanato dell'Oman.

## Educazione e ricerca
Il museo svolge un lavoro educativo con le generazioni più giovani, inculcando il rispetto e l'amore verso il loro patrimonio, la storia, e le grandi figure storiche. A tal fine, il museo ospita delle attività in collaborazione con le scuole e i licei.
Il museo è anche un centro scientifico per lo studio della storia di Amir Temur e dei Timuridi, la storia dello stato uzbeko, e del patrimonio nazionale uzbeko. A tale scopo sono stati portati avanti diversi progetti di approfondimento e ricerca storica della cultura e dei monumenti di epoca Timuride.

## Galleria d'immagini

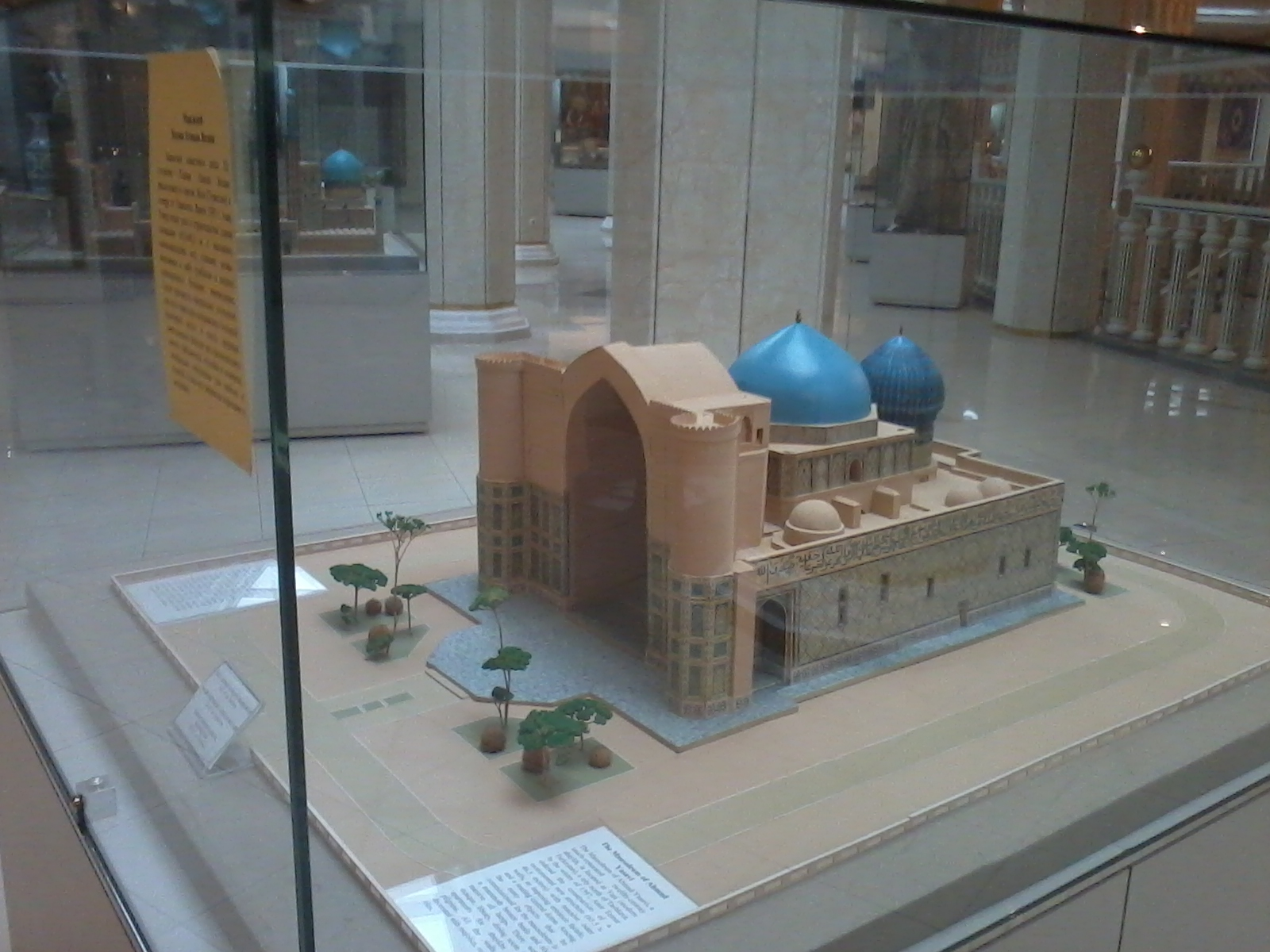
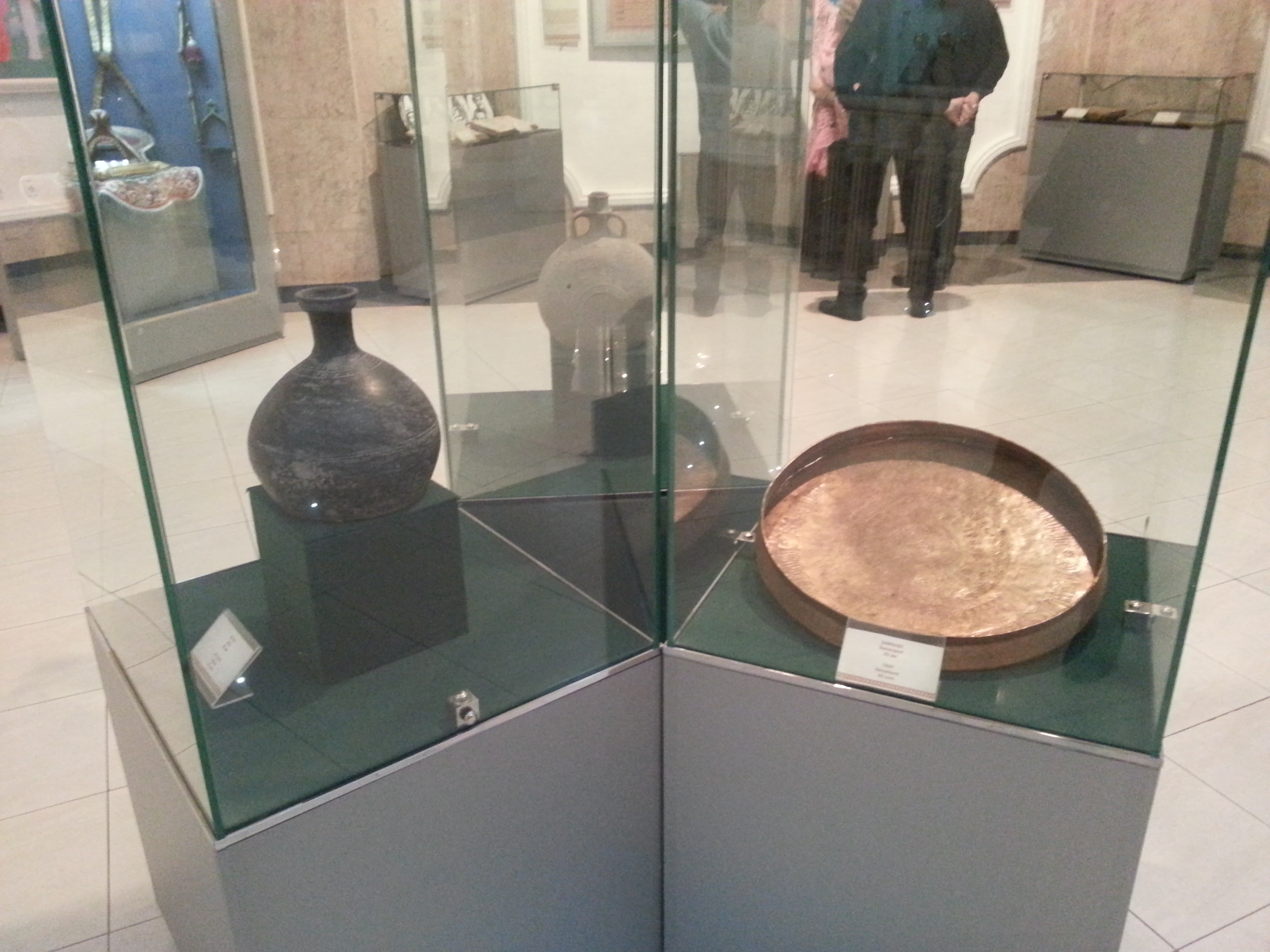
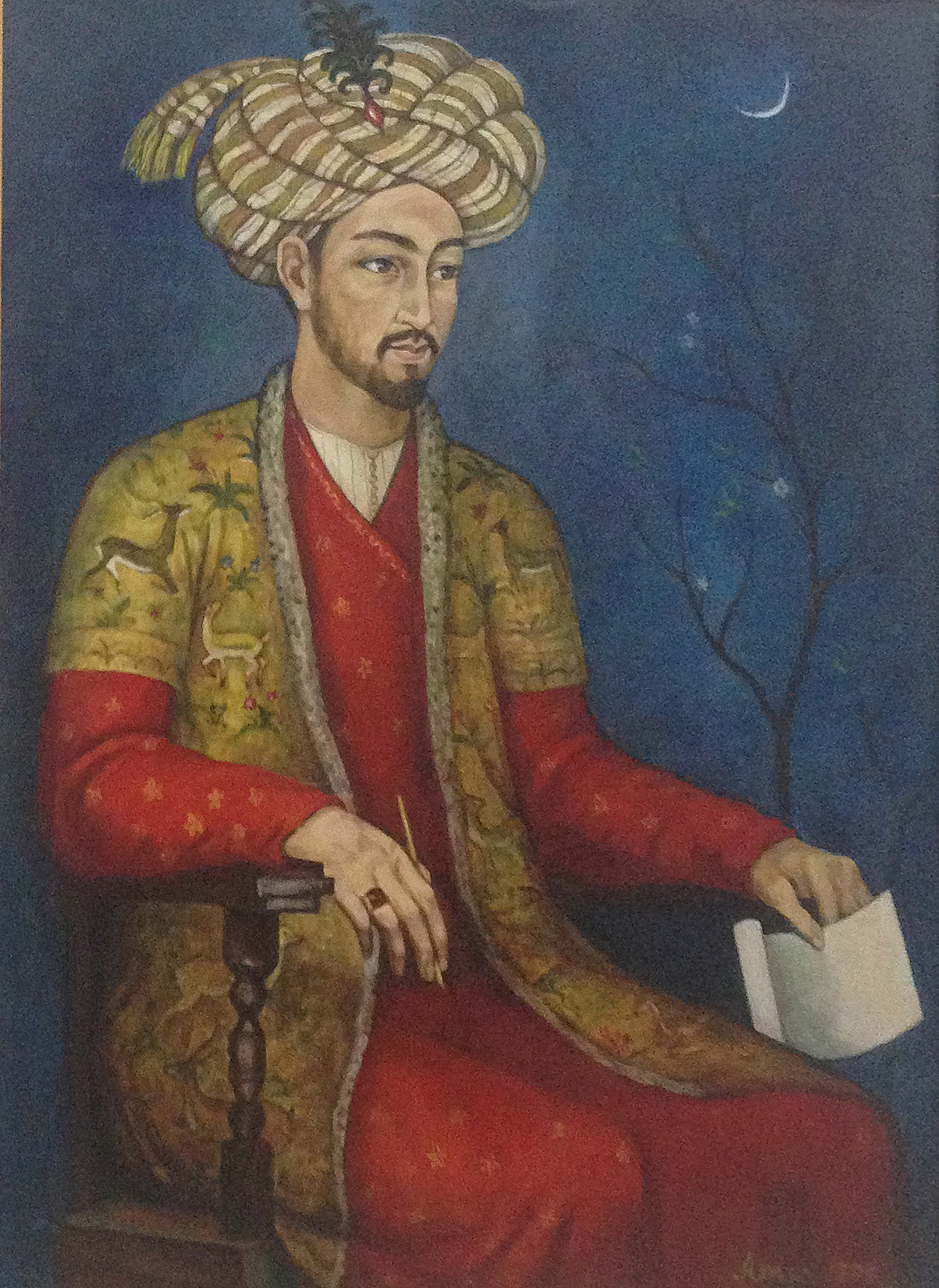
Ritratto di Babur
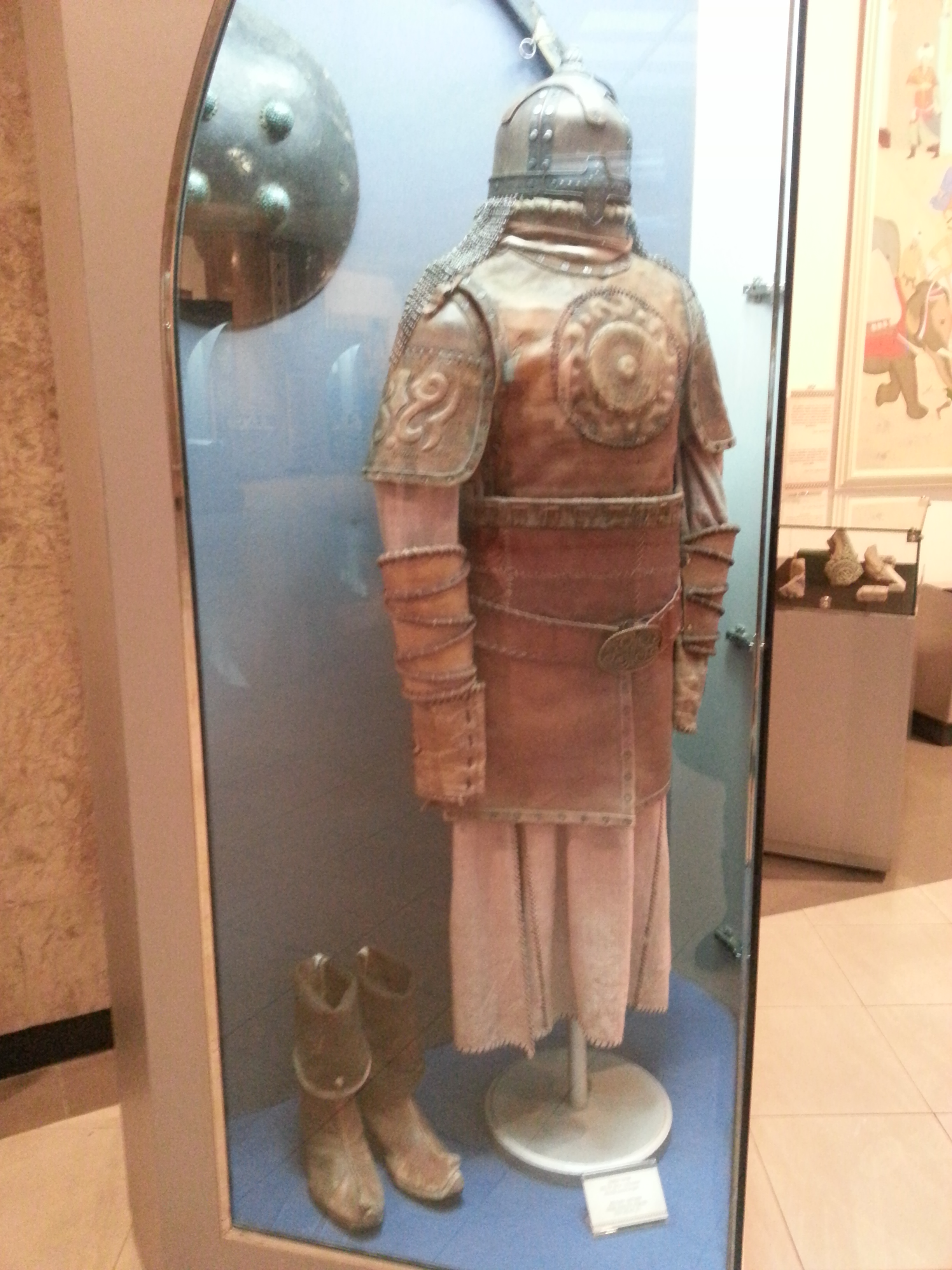